# José Vázquez Schiaffino
José Vázquez Schiaffino (* 8. Mai 1881 in Sayula, Jalisco; † 1958) war ein mexikanischer Botschafter.

## Leben
José Vázquez Schiaffino studierte Bauingenieurwesen am Colegio de Minas der, der Escuela Nacional de Ingenieros in Mexiko-Stadt. Er war Professor für Technische Mechanik, Festigkeitslehre und beschreibende Geologie an der UNAM. Im März 1915 bildete Venustiano Carranza die Comisión Técnica del Petróleo, in der unter der Leitung von Cándido Aguilar mit Pastor Rouaix, Modesto C. Rolland (* 1881 Baja California Sur), Manuel Urquidi Márquez (* 1881 in Mexiko-Stadt), Salvador Gómez und Alberto Langarica Pastor Rouaix wurde zum Secretario de Industria ernannt und bildete in diesem eine Abteilung Erdöl, die von José Vázquez Schiaffino and Joaquín Santaella geleitet wurde. José Vázquez Schiaffino war Mitglied der von Adolfo de la Huerta 1917 gegründeten Junta Consultiva del Petróleo. Er war Inspektor der mexikanischen Handelsvertretungen in Amerika und Europa.
Er war Staatssekretär in der Secretaría de Hacienda y Crédito Público. Er war Vorsitzender des Aufsichtsrates der Caja de Préstamos para Obras de Irrigación y Fomento de la Agricultura. 1922 war er Vertreter der mexikanischen Regierung bei der Exposição mundial Exposición Internacional del Centenario del Brasil in Rio de Janeiro. Von 31. August 1925 bis 18. Juni 1926 war er Gesandter in Norwegen und Dänemark. Von 9. September 1926 bis 16. November 1929 war er Gesandter in Japan und China.
1930 war er  Staatssekretär in der Secretaría de Relaciones Exteriores. Von 13. Februar 1934 bis 1. März 1936 war er Gesandter in Tegucigalpa. Von 30. April 1936 bis 31. Januar 1937 war er Gesandter in Port-au-Prince.
| Vorgänger                                                                              | Amt                                                                            | Nachfolger                                  |
| -------------------------------------------------------------------------------------- | ------------------------------------------------------------------------------ | ------------------------------------------- |
| Alberto J. Pani (* 12. Juni 1878 in Aguascalientes; † 25. August 1955 in Mexiko-Stadt) | Secretaría de Comunicaciones y Transportes 1915                                | Manuel Rodríguez Gutiérrez                  |
| Basilio Vadillo                                                                        | Mexikanischer Botschafter in Oslo 31. August 1925 bis 18. Juni 1926            | Basilio Vadillo                             |
| Joaquín Mesa (*Chilapa)                                                                | Mexikanischer Botschafter in Tokio 31. Oktober 1926 bis 7. Oktober 1929        | Carlos Augusto Baumbach Griethe             |
| Carlos J. Puig Casauranc                                                               | Mexikanischer Botschafter in Peking 9. September 1926 bis 16. November 1929    | Miguel Alonzo Romero                        |
| Gustavo P. Serrano                                                                     | Mexikanischer Botschafter in Tegucigalpa 13. Februar 1934 bis 1. März 1936     | Manuel Y. de Negri                          |
| José Pérez Gil y Ortiz                                                                 | Mexikanischer Botschafter in Port-au-Prince 30. April 1936 bis 31. Januar 1937 | José Rubén Romero González (* 1890; † 1952) |